# Активный гражданин
«Акти́вный граждани́н» — система электронных опросов, запущенная по инициативе Правительства Москвы 21 мая 2014 года.
Среди главных задач проекта — получение мнения горожан по актуальным вопросам, касающимся развития Москвы. Опросы «Активного гражданина» делятся на три категории: общегородские, отраслевые и районные. За активное участие в опросах начисляются бонусные баллы, которые можно обменять на вознаграждения.
Отчёт сайта за 2020 год сообщает о более чем 3100 выполненных решениях.

## История
Система электронных опросов «Активный гражданин» была запущена 21 мая 2014 года. Инициатором её создания считается заместитель мэра Москвы Сергея Собянина Анастасия Ракова. По официальным заявлениям, приложения и сайт «Активного гражданина» были разработаны силами Департамента информационных технологий Москвы, и затраты составили около 20 миллионов рублей. Журналисты также обнаружили на интернет-портале «Электронная Москва» информацию о тендерах на проведение информационно-рекламной кампании, разработку логотипа, фирменного стиля и концепции призов на сумму около 30 миллионов рублей. «Активный гражданин» был представлен как инструмент прямой демократии, позволяющий горожанам через участие в голосованиях и опросах влиять на развитие Москвы.
Спустя менее года, 6 марта 2015 года, число зарегистрированных пользователей «Активного гражданина» превысило 1 миллион человек. Всего за первый год было проведено 500 опросов и голосований, в которых пользователи оставили 25 миллионов мнений, на основании которых были приняты более 250 управленческих решений. В первую годовщину проекта московские власти объявили о создании волонтёрского объединения, призванного отслеживать выполнение городом обязательств, принятых по результатам обсуждений в «Активном гражданине». К ноябрю 2015 года сайт «Активного гражданина» стал третьим по посещаемости городским порталом Москвы без учёта пользователей мобильных устройств. В декабре 2016 года число проведённых опросов приблизилось к 2000, а число зарегистрированных пользователей в феврале 2017 года перевалило за 1,5 миллиона. В начале 2020 года проект насчитывает более 2,7 миллионов пользователей и более 135 миллионов собранных мнений, а число проведенных голосований перешагнуло 4,4 тысячи.
По разным оценкам, к концу 2015 года на реализацию проекта было потрачено от 20 млн до 185 млн рублей.

## Принципы работы
На голосование в «Активном гражданине» выставляются вопросы, относящиеся к компетенции органов исполнительной власти Москвы. Техническую сторону голосования обеспечивает Департамент информационных технологий, за проведение опросов и использование платформы отвечает Государственное казенное учреждение «Новые технологии управления». Опросы не проводятся по малозначимым вопросам, также департаменты не имеют права выносить на обсуждение вопросы, в которых имеют конфликт интересов. Горожане не могут напрямую предлагать опросы, но могут направить их на сайт «Российской общественной инициативы» на уровне муниципалитета или субъекта. Если вопрос наберёт не менее 5 % голосов жителей муниципалитета или не менее 100 тысяч человек, при голосовании на уровне субъекта, он будет рассмотрен органами власти и может быть представлен в «Активном гражданине». В некоторых голосованиях пользователи могут оставить собственный вариант ответа.
В «Активном гражданине» используется геймификация: заполнение профиля, подключение учётной записи портала городских услуг, участие в голосованиях и другая активность поощряется баллами, которые пользователь может обменять на материальные и нематериальные призы. На момент запуска основу «внутреннего магазина» составляли брендированная атрибутика, но из-за её непопулярности (были потрачены только 10 % заработанных баллов) акцент был смещён на билеты в музеи, театры, посещение иных городских мероприятий или поездки на общественном транспорте. Также баллы и билеты пользователи получали за чек-ин на избирательном участке в день выборов в Государственную думу VII созыва.
В сентябре 2014 года началось сотрудничество «Активного гражданина» и добровольного поисково-спасательного отряда «Лиза Алерт», в рамках которого в ленту пользователей приложения транслировались фотографии и приметы пропавших в Москве. Старт программы пришёлся на начало «грибного сезона», когда в лесах Новой Москвы теряется много людей. Информация о взрослых транслировалась только указавшим район пропажи человека как интересующий их, сведения о пропавших детях — всем пользователям. Обратная связь предусматривала возможность указать, видел ли пользователь пропавшего человека, связаться с заинтересованными лицами и принять участие в поисково-спасательной операции. Также в 2014 году в рамках «Активного гражданина» была запущена программа «Моя улица», в рамках которой горожане высказывали мнения о городских проблемах и будущих изменениях, и которая была впоследствии выделена в самостоятельный проект, посвящённый городскому благоустройству.

## Критика
По мнению участников тренинга вице-губернаторов, проведённого Корпоративным университетом Сбербанка в декабре 2016 года, «Активный гражданин» помог московской мэрии привлечь на свою сторону креативный класс, который считается электоратом Алексея Навального — соперника Сергея Собянина на мэрских выборах 2013 года.
По мнению главы Агентства политических и экономических коммуникаций Дмитрия Орлова, «Активный гражданин» помогает мэрии собирать озабоченную общими городскими проблемами аудиторию, понимать потребности населения и фактически управлять повесткой дня.
Существует мнение, что «Активный гражданин» призван создавать видимость легитимности решений мэрии и Мосгордумы.
По мнению автора книги Moscow Citizens in a Changing Context Роберта Аргенбрайта, будет преувеличением называть «Активный гражданин» электронной демократией, поскольку горожане ограничены в возможности выносить темы на обсуждение. Он не считает систему революционным прорывом, но считает её полезным инструментом, как и общественные слушания: москвичи могут игнорировать его, принять «как есть» или давить на городские власти, вынуждая их выносить на обсуждение более важные вопросы.
В послании Владимира Путина Федеральному собранию от 1 декабря 2016 года президент отметил «Активный гражданин» как полезный, заслуживающий распространения опыт.
Формулировки некоторых вопросов не предлагали принципиальной альтернативы: например, в связанных с новым строительством обсуждениях пользователи могли проголосовать за тип застройки (например, магазин или дом быта), но не могли выступить против строительства на участке. Некоторые опросы публиковались в «Активном гражданине» тогда, когда решение по ним уже было принято (или должно было быть принято). Примерами могут служить опросы о расширении сети велодорожек, формате «народного парка» Сосенки в Котловке (проект благоустройства уже находился в разработке), месте переноса ДК «Нагорный» (один из вариантов ответа, здание кинотеатра «Ангара», на тот момент было выставлено на торги). Результаты голосования за проект благоустройства улиц Большая и Малая Бронная были опубликованы в день заключения госконтракта, по требованиям которого проектные решения должны были пройти госэкспертизу 2 месяцами ранее.
Депутат Мосгордумы VI созыва от фракции КПРФ Елена Шувалова заявляла, что формат интернет-голосования создаёт «имущественный, возрастной и образовательный ценз», лишая возможности участия людей без смартфонов и доступа в интернет.
Критики отмечали, что федеральный закон «Об общих принципах организации местного самоуправления в РФ» не предусматривает способ голосования через сайт, следовательно результаты опросов не могут служить формальным основанием для принятия решения, только для информирования. Журналист Илья Рождественский в статье на сайте Фонда борьбы с коррупцией также указывал, что на обсуждение в «Активном гражданине» выносились вопросы, которые горожане заведомо не имеют права решать. Например, в ноябре—декабре 2014 года состоялся опрос о строительстве развлекательного парка DreamWorks на особо охраняемой территории Нагатинской поймы.
Критики указывали на непрозрачность процесса голосования из-за отсутствия промежуточных результатов и сведений об общем числе проголосовавших.
Внимание оппозиционных политиков привлёк опрос о переименовании станции метро «Войковская», проведённый в ноябре 2015 года, по итогам которого большинство голосов получило сохранение прежнего названия. Предположения о возможных накрутках высказывали как сторонники, так и противники переименования: распределение голосов было линейным большую часть времени, приток проголосовавших был стабильным в любое время суток. В ответ на критику Департамент информационных технологий Москвы опубликовал график поступления новых голосов, а после направления Леонидом Волковым заявления в правоохранительные органы — сообщил о тендере на проведение внешнего аудита «Активного гражданина»
В 2019 году журналисты «Новой газеты» при помощи анализа больших данных нашли аномалии в работе голосований портала «Активный гражданин». По словам журналистов, большую часть голосов пользователи оставляют вслепую, чтобы получить призы (самым активным горожанам в приложении обещают бесплатную одежду и билеты на культурные мероприятия). Журналисты также нашли аномалии в пользовательских голосованиях, которые могут свидетельствовать о накрутке.

## Награды
- 2014 год RuPoR: Гран-при в номинации «Лучший проект в области государственных коммуникаций» CNews AppWARDS: Победитель в номинации «Лучшее мобильное приложение для госсектора»
- 2015 год Digital Communication AWARDS: Лауреат в номинации «Мобильные приложения» SABRE Awards EMEA: Победитель в номинации «Проекты для государственных структур» Премия Рунета: Лауреат в номинации «Государство и общество» Best m-Government Service Award: Победитель в номинации «Социальная сфера» Рейтинг Рунета: Победитель в номинации «Государство и общество»
- 2016 год Digital Communication AWARDS: Лауреат в номинации «Мобильные приложения»
- 2017 год Прометей: Победитель в номинации «Государство и власть»
- 2018 год Премия «Блокчейн — экономика»: Победитель в номинации «Лучшая цифровая практика применения блокчейна в социальных проектах»